# Până la marginea lumii
Rim of the World este un film de aventură științifico-fantastic din 2019 , regizat de McG, după un scenariu de Zack Stentz. Rolurile principale au fost interpretate de actorii Jack Gore, Miya Cech, Benjamin Flores, Jr. și Alessio Scalzotto. Filmul, care a fost primul film modern al lui Stentz centrat pe copil din anii 1980,  a fost transmis în streaming pe Netflix pe 24 mai  2019. A devenit imediat cel mai vizionat conținut din serviciul SVOD, depășind serialul Dead to Me și Riverdale în ziua în care a fost lansat.

## Intrigă
Patru adolescenți din medii complet diferite participă la o tabără de vară denumită Rim of the World și aflată în munții din sudul Californiei. În timp ce se află acolo, extratereștrii din spațiul cosmic încep să atace zona. Adolescenții găsesc curând o sondă spațială prăbușită, cu o femeie astronaut înauntru. Ea îi încredințează lui Alex (Jack Gore) cheia care are informațiile necesare pentru a opri invazia, cei patru trebuind s-o ducă din tabără până la Pasadena, California. Pe drum, cei patru încep să se cunoască mai bine în timp ce luptă să scape de numeroasele obstacole din calea lor. La JPL, tocilarul Alex, glumețul Darius, tipul dur Gabriel și chinezoaica Zhen Zhen, lucrează împreună pentru a opri invazia, iar Alex aproape își sacrifică viața și, în cele din urmă, sunt victorioși. 

## Distribuție
- Jack Gore ca Alex, un adolescent timid și inteligent de 13 ani
- Miya Cech ca Zhen-Zhen, o fată liniștită din China
- Benjamin Flores Jr. ca Darius, un adolescent de culoare bogat și răsfățat
- Alessio Scalzotto ca Gabriel, adolescent care a scăpat dintr-un centru de detenție pentru minori
- Andrew Bachelor ca Logan, consilier în tabără
- Annabeth Gish ca Grace, mama lui Alex
- Scott MacArthur ca Lou
- Dean Jagger - căpitanul Hawking
- Michael Beach ca generalul Khoury
- Lynn Collins ca maiorul Collins
- David Theune - consilier principal
- Tony Cavalero - Conrad
- Carl McDowell - Carl
- Punam Patel ca Angeline
- Jason Rogel ca de ofițer vamal
- Chris Wylde ca unchiul Chris
- Rudy Mancuso ca Wes
- Amanda Cerny ca Lucy
- Allan Graf ca șofer de taxi
- Cameron Fuller ca tânăr soldat
- Richard Gore catatăl lui Alex
- Peter Parros, ca tată al lui Darius
- Annie Cavalero - Zip Line Counselor

## Producție
În martie 2018, a fost anunțat că McG va regiza Rim of the World pentru Netflix după un scenariu de Zack Stentz. Într-un interviu, Stentz a dezvăluit că a început să lucreze la scenariu încă din 2017, iar înțelegerea cu Netflix a fost anulată un an mai târziu. Producția principală a început în mai 2018 în Los Angeles, California. În iunie 2018, a fost anunțată distribuția filmului.
Filmările principale au început în iunie 2018. Producția a durat aproximativ 40 de zile de filmări. 

## Primire
Pe site-ul Rotten Tomatoes, filmul deține un rating de aprobare de 29% pe baza a 7 recenzii, cu o medie de 3,8 din 10.

## Legături externe
- Până la marginea lumii la Internet Movie Database
- Până la marginea lumii la Netflix